# Storia delle Isole Cook
Gli abitanti delle Isole Cook sono di etnia maori, strettamente imparentati con i nativi della Nuova Zelanda e della Polinesia francese. I maori non possedevano una storia scritta, ma gli storici ritengono che le migrazioni polinesiane dalle Isole della Società, nella Polinesia francese, alle Isole Cook siano cominciate intorno al V secolo d.C.; la tradizione orale fa invece risalire a circa 1400 anni fa la presenza polinesiana su Rarotonga. Si ritiene che un marae (luogo di ritrovo religioso) sulla minuscola Motutapu, nella Muri Lagoon di Rarotonga risalga a circa 1500 anni fa. Nel XIV secolo grandi vaka (canoe) per traversate oceaniche partirono da Rarotonga alla volta di Aotearoa (Nuova Zelanda): i coloni sono quindi gli antenati degli attuali maori della Nuova Zelanda.
Durante il suo secondo viaggio dal Perú, controllato dagli spagnoli, Don Alvaro de Mendaña y Neira capitò a Pukapuka il 20 agosto 1595 (sarebbe morto di lì a qualche mese alle Isole Salomone). Undici anni dopo il capo timoniere di Mendaña, Pedro Fernández de Quirós, guidò un'altra spedizione nel Pacifico e si fermò a Rakahanga. James Cook esplorò le isole che avrebbero portato il suo nome nel 1773 e nel 1779: approdò solo a Palmerston, senza riuscire a scoprire Rarotonga. Cook battezzò le Isole Hervey in onore di un lord dell'Ammiragliato britannico, ma nel suo Atlas de l'Océan Pacifique del 1835 l'esploratore e cartografo russo ammiraglio Adam Johann von Krusenstern le ribattezzò in onore del capitano Cook.
Il reverendo John Williams della London Missionary Society (LMS) arrivò ad Aitutaki nel 1821. Nel 1823 Papeiha, un isolano convertito al cristianesimo di Ra'iatea, nelle Isole della Società, si trasferì a Rarotonga con l'intento di diffondervi il cristianesimo. Molti marae furono distrutti e diverse opere d'arte sacre portate nei musei britannici, ma gran parte della cultura isolana rimase intatta, compresi i tradizionali titoli di ariki (capo) e mataiapo (vice-capo), il sistema di successione fondiaria e la lingua indigena.
I missionari imposero una serie di regole e dottrine severe (conosciute come le «Blue Laws») e portarono malattie letali come la pertosse, il morbillo, il vaiolo e l'influenza, che causarono un calo demografico che si protrasse per lungo tempo.
Nel 1888 le Isole Cook divennero un protettorato britannico in seguito ai timori suscitati dalla colonizzazione francese. Nel 1901 l'amministrazione venne ceduta alla Nuova Zelanda e i due gruppi, quello meridionale e quello settentrionale, divennero noti complessivamente come le Isole Cook.
Durante la seconda guerra mondiale gli Stati Uniti costruirono campi d'aviazione a Penrhyn e Aitutaki, ma le Cook uscirono dal conflitto praticamente indenni, a differenza di molte altre isole del Sud Pacifico. Nel 1965 le Isole Cook divennero autonome quanto agli affari interni, in libera associazione con la Nuova Zelanda.